# Cosmetopus ringdahli
Cosmetopus ringdahli är en tvåvingeart som beskrevs av Andersson 1974. Cosmetopus ringdahli ingår i släktet Cosmetopus och familjen kolvflugor. Arten är reproducerande i Sverige. Inga underarter finns listade i Catalogue of Life.